# Хорват, Дмитрий Леонидович
Дми́трий Леони́дович Хорва́т (25 июля 1858, Кременчуг Полтавской губернии, Российская империя — 16 мая 1937, Пекин) — русский генерал-лейтенант сербского происхождения, инженер-путеец по образованию, в разные годы руководил различными участками железных дорог Российской империи, один из лидеров Белого движения на Дальнем Востоке.

## Биография
Родился в семье потомственных дворян Херсонской губернии. Отец — мировой судья Леонид Николаевич Хорват (1843—1881) — приходился правнуком генералу И. С. Хорвату, стоявшему у истоков Новой Сербии. Мать — баронесса Мария Пилар фон Пильхау (1838—1922) — одна из дочерей генерала Карла Пилар фон Пильхау, правнучка генерал-фельдмаршала М. И. Кутузова.
В 1875 году поступил в Николаевское инженерное училище, которое окончил в 1878 году по 1-му разряду и в чине подпоручика получил назначение в Сапёрный лейб-гвардии батальон. Участвовал в русско-турецкой войне 1877−1878 годов, с мая по сентябрь 1878 года он находился на Балканском полуострове в селе Стефано, регулярно совершая командировки по инженерной части для принятия пороха, гальванических (электрических) повозок и т. п. в город Рущук и др.
В октябре 1881 года он сдал приёмные экзамены и поступил в младший класс Николаевской инженерной академии, откуда спустя два года был отчислен по «домашним обстоятельствам», вернулся в свой батальон и занимался преподавательской деятельностью в учебной команде при батальоне.
В марте 1885 года был произведён в чин поручика и в июне был командирован на строительство Закаспийской военной железной дороги, получив назначение на должность чиновника по особым поручениям при заведующем постройкой дороги генерале М. Н. Анненкове. Закаспийская военная железная дорога примечательна тем, что она стала первой в мире железной дорогой, построенной в период 1880−1888 годов, в зоне подвижных песков. Изначально её сооружение предполагалось для стратегических нужд военного ведомства Российской империи, и только с 1899 года дорога перешла в ведение Министерства путей сообщения.
Укладка верхнего строения пути железной дороги производилась двумя железнодорожными батальонами. По мере постройки дороги и открытия станций, все должности по службе движения, тяги и ремонта пути исполняли также служащие этих батальонов: офицеры, унтер-офицеры и рядовые. Для выполнения в кратчайшие сроки всех работ и осуществления эксплуатации рельсового пути людей не хватало, поэтому Хорвату, будучи чиновником по особым поручениям при управляющем постройкой, приходилось выполнять работу и десятника, и путевого мастера, и даже помощника машиниста паровоза.
Благодаря своим природным дарованиям и исключительным служебным качествам быстро двигался по службе, занимал ряд должностей. В 1889 году, когда железнодорожная линия была построена до города Самарканда, назначен начальником дистанции по эксплуатации Самаркандского участка Закаспийской военной железной дороги, в апреле этого же года был произведён в чин штабс-капитана, в 1894 году произведён в чин капитана.
В 1895 году получил назначение в Уссурийский край, на постройку Уссурийской железной дороги, на должность командира 1-го Уссурийского железнодорожного батальона.
В мае 1898 года произведён в чин полковника. В сентябре 1896 года назначен начальником Южно-Уссурийской железной дороги с оставлением в прежней должности. С апреля 1899 года — и. д. начальника Закаспийской железной дороги. В ноябре 1902 года получил предложение занять пост управляющего строившейся тогда Китайско-Восточной железной дороги (КВЖД). С 1903 года — руководитель строительства, затем вплоть до 27 апреля 1918 года — управляющий КВЖД. Одновременно состоял в распоряжении Министра финансов (как главы ведомства, в ведении которого находилась КВЖД).
Произведён в чин генерал-майора (производство 1904; старшинство 26 ноября 1906 года; за отличие), затем в чин генерал-лейтенанта (производство 6 декабря 1911 года; старшинство 26 ноября 1912 года; за отличие).
После Февральской революции 1917 года — комиссар Временного правительства на КВЖД.
29 ноября (12 декабря) 1917 года Харбинский совет рабочих и солдатских депутатов распустил все организации и объявил себя единственным органом власти на КВЖД, а 4 (17) декабря отстранил генерала Хорвата от управления дорогой и назначил комиссаром дороги Б. А. Славина. 13 (26) декабря 1917 года в Харбин по просьбе Хорвата вступили китайские войска под командованием Чжан Цзолиня и распустили Харбинский совет. После этого в полосе отчуждения КВЖД по-прежнему царил полный порядок, жизнь каждому была обеспечена, и все жили в сытости и в спокойствии. Люди верили, что, пока там будет Хорват, все будут защищены от всяких бед и напастей. Полоса отчуждения получила тогда наименование «счастливой, благословенной Хорватии».
Д. Л. Хорват долго не соглашался на общие уговоры принять на себя тяжкое бремя несения полномочий верховной власти, но в конце концов решился и 10 июля 1918 года объявил себя Временным Верховным Правителем впредь до тех пор, пока не будет восстановлена русская национальная верховная государственная власть. В этом звании он оставался до 13 сентября 1918 года, когда после долгих и тяжёлых переговоров признал Временное Сибирское правительство, а затем Директорию. Сложив с себя звание Временного Верховного Правителя, он стал Верховным Уполномоченным на Дальнем Востоке, с подчинением всех войск и военных флотилий, находившихся в регионе. На этом посту он продолжал оставаться и после прихода к власти адмирала Колчака.
31 августа 1919 года с назначением генерала Розанова Начальником Приамурского края генерал Хорват возвратился из Владивостока в Харбин. Там он оставался во главе управления полосы отчуждения железной дороги, вплоть до появления «ноты Карахана».

## Эмиграция
После «ноты Карахана», в которой большевики безвозмездно отказывались от каких бы то ни было русских прав на КВЖД, Хорват совершенно отошёл от дел дороги и уехал в 1920 году в Пекин. Занимался политической и общественной деятельностью. С 1921 по 1924 год — советник общества КВЖД в Пекине. С 1924 года — председатель отдела Русского общевоинского союза (РОВС) в Китае. Оставался там до своей смерти, являясь официально признанным главой русской эмиграции на Дальнем Востоке. Неустанно работая по устройству благополучия эмигрантов и охраняя их права, генерал Хорват, благодаря своему авторитету и всему своему прошлому, во многом смог помочь своим соотечественникам. С 1919 по 1925 годы являлся почётным председателем Дальневосточного Общества помощи инвалидам, которое имело свой приют, амбулаторию, несколько лавок по продаже товаров по сниженным ценам, мастерские для инвалидов и т.д.
Похоронен у одной из стен храма Мучеников в Пекинской духовной миссии.
В Харбине Вокзальный проспект, идущий от вокзала к Соборной площади с Никольским собором, был в 20-е гг. переименован в Хорватский проспект.

## Семья
Супруга — Камилла Альбертовна Бенуа (1879−04.07.1959, Ванкувер) — дочь архитектора Альберта Бенуа. Ее двоюродный племянник — актер Питер Устинов.  В Харбине была председателем Харбинского благотворительного общества и местного управления Красного Креста, попечительницей Общины сестер милосердия. Организатор и с 1912 года — первый председатель Харбинского художественного общества. Пианистка. Одно время была профессором Пекинской консерватории. 
Дети:
- Дмитрий (1900—1998), жена — Ольга Олеговна (урожд. Исаева; 1924, Харбин—2010). Трое детей. В конце 1990-х годов Дмитрий Дмитриевич Хорват с супругой впервые приехали в Россию, посетили Санкт-Петербург, Петергоф, Москву, Крым. В июле 2006 года О.О.Хорват передала архив генерал-лейтенанта Д.Л.Хорвата Государственному музею-заповеднику «Петергоф»[6].
- Анна (в замужестве Герли; г.р.1901–?). Два сына: Альсео Герли (г.р.1923) и Куирино Герли (г.р.1925).
- Мария (в замужестве Гойнинген-Гюне: 1901–1987). Четверо детей.
- Евдокия (Душка; 1902–2003, Великобритания). 1-й брак — Сесил Артур Льюис, летчик, 2-й брак — Седрик Уильямс, кинооператор)[7]. Сын – Айвор Льюис (1923–2006), две дочери: Селия Льюис (1924–2009) и Тереза Уильямс (г.р.1940).
- Михаил (1905–1974). После взятия коммунистами Пекина в 1949 году был арестован, шесть лет провел в тюрьме. После освобождения уехал в Канаду.
- Леонид (1906–1932, убит хунхузами)

Брат — Владимир Леонидович Хорват (1864—1939, Белград), первый заместитель начальника Уссурийской железной дороги, инженер-технолог, основатель (1910) Усть-Ижорского фанерного комбината. Его сын, Леонид Владимирович Хорват (1880—ок. 1960) был женат на Ольге Петровне Красновой (1889—1982), дочери П.Н.Краснова, главного архитектора Ялты, автора проекта Ливадийского дворца. Их потомки живут в Канаде.
Сестра — Екатерина Леонидовна Хорват, в замуж. Смульская.  Ее дочь — Юлия Александровна фон Ден, подруга императрицы Александры Фёдоровны.

Сестра — Любовь Леонидовна Хорват, замужем за П.Н.Яновым, начальником Ялтинского дворцового управления.

## Воинские звания
- В службу вступил (01.09.1875)[10]
- Подпрапорщик гвардии (16.04.1878)
- Прапорщик (11.05.1879)
- Поручик (24.03.1885)
- Штабс-капитан (06.04.1889)
- Капитан (30.08.1894)
- Полковник (17.05.1896)
- Генерал-майор (26.11.1906)
- Генерал-лейтенант (26.11.1912)

## Награды
- Орден Святого Станислава 3-й степени (1889)
- Орден Святой Анны 3-й степени (1893)
- Орден Святого Станислава 2-й степени (1895)
- Орден Святой Анны 2-й степени (1899)
- Орден Святого Владимира 3-й степени (1902)
- Орден Святого Станислава 1-й степени (1905)
- Орден Святой Анны 1-й степени (1905)
- Орден Святого Владимира 2-й степени (1910)
- Орден Белого орла (1915)

иностранные:
- Бухарский Орден Благородной Бухары золотая звезда 2 степени (1892)
- Тунисский Нишан Ифтикар офицерский крест (1897)
- Прусский Орден Короны 2 ст. (1900)
- Бухарский Орден Благородной Бухары золотая звезда 1 степени (1901)